# Etén (distrito)
Etén é um distrito do Peru, departamento de Lambayeque, localizada na província de Chiclayo.

## Transporte
O distrito de Etén é servido pela seguinte rodovia:
- LA-112, que liga a cidade de Lagunas ao distrito de Etén Puerto
- LA-114, que liga a cidade de Reque ao distrito de Monsefu
- PE-1N, que liga o distrito de Aguas Verdes (Região de Tumbes - Ponte Huaquillas/Aguas Verdes (Fronteira Equador-Peru) - e a rodovia equatoriana E50 - à cidade de Lima (Província de Lima) [1][2][3]